# Bitwa morska przy Knidos
Bitwa morska koło przylądka Knidos – batalia morska, która miała miejsce w sierpniu 394 r. p.n.e. pomiędzy flotami Sparty i Persji.

## Prolog
Po zwycięstwie w drugiej wojnie peloponeskiej (431–404 r. p.n.e.) pozycja Sparty w świecie greckim stała się dominująca. Teraz mieszkańcy Lacedemonu skierowali swoje oczy na wybrzeże mało-azjatyckie, gdzie tamtejsze greckie polis zmagały się z imperialistycznymi zapędami Persji. Jednocześnie strateg ateński Konon, chcąc pomścić klęskę Aten w wojnie peloponeskiej, sprzymierzył się z królem Persji przeciwko Sparcie. Oba państw wypowiedziały sobie wojnę w 395 r. p.n.e. Jednak dzięki Kononowi Persowie wybudowali potężną flotę. Dodatkowo Sparcie wypowiedziały wojnę państwa-miasta samej Hellady, zwłaszcza te, które straciły na znaczeniu po wojnie peloponeskiej, czyli Ateny, Korynt i Argos. Ważny wpływ na decyzje tych polis mieli emisariusze perscy, którzy wykorzystali zajadłą wrogość ateńsko-spartańską. Podczas gdy Greccy wrogowie Sparty zablokowali przesmyk koryncki, ich perscy sojusznicy zebrali flotę u południowych wybrzeży Azji Mniejszej, a jej dowódcą został Konon, którego wsparł perski satrapa Farnabazos.

## Starcie
Obie floty, spartańska i perska, spotkały się niedaleko greckiej kolonii Knidos (dzisiejszy półwysep Reşadiye). Dowódca spartański Pisander (szwagier króla Agesilaosa), mimo dużej przewagi perskiej floty, postanowił stoczyć bitwę. Niewątpliwie wpływ na jego decyzję miało utrzymujące się od czasów bitwy pod Salaminą przekonanie o słabości perskiej floty. Kiedy jednak doszło już do starcia, umiejętności dowódcze Konona, dobre przygotowanie floty szachinszacha i przewaga liczebna strony perskiej zadecydowała o całkowitej klęsce Spartiatów. W czasie bitwy poległ Pisander ze znakomitą większością swojej floty.

## Epilog
Zwycięstwo Konona załamało potęgę morską Lacedemonu, Sparta już nigdy nie odbudowała floty straconej koło Knidos. Było to jednak zapowiedzią późniejszej klęski lądowej i utraty przez Spartę hegemonii w Helladzie. Z kolei Persja odzyskała kontrolę nad małoazjatyckimi polis i to przy wydatnej pomocy ich dawnego obrońcy, czyli Aten.